# Feldberg Foundation
Die Feldberg Foundation for anglo-german scientific exchange ist eine Stiftung, die wissenschaftliche Kontakte zwischen britischen und deutschen Forschern auf dem Gebiet der experimentellen Medizin, vor allem der Physiologie und der Pharmakologie, fördert.
Sie wurde von dem Pharmakologen Wilhelm Siegmund Feldberg geschaffen. Er war 1933 als Jude aus seiner Stellung im Physiologischen Institut der Friedrich-Wilhelms-Universität Berlin entlassen worden und nach England emigriert. Nach dem Krieg brachte er seine vom Land Berlin nachbezahlten Professoren-Bezüge nebst Pension in die Stiftung ein, insgesamt 600.000 £. Seit 1961 wird der Feldberg Foundation Prize an je einen britischen und deutschen Wissenschaftler vergeben. Die Preisträger werden von einem Gremium aus britischen und deutschen Wissenschaftlern und zwei Treuhändern der Stiftung ausgewählt und halten im jeweils anderen Land wissenschaftliche Vorträge.
Die Stiftung unterliegt der Aufsicht von Hamburg; Sitz der Stiftung ist jedoch London.

## Preisträger
Quellen: 

### 1961–1970
| Jahr | Britischer Preisträger                                       | Deutscher Preisträger                                                         |
| ---- | ------------------------------------------------------------ | ----------------------------------------------------------------------------- |
| 1961 | Lindor Brown, University of Oxford                           | –                                                                             |
| 1962 | David Whitteridge                                            | Karl Julius Ullrich, Freie Universität Berlin                                 |
| 1963 | Hugh Esmor Huxley, Laboratory of Molecular Biology Cambridge | Wilhelm Hasselbach, Max-Planck-Institut für medizinische Forschung Heidelberg |
| 1964 | G. W. Harris, Oxford                                         | Gerhard Thews, Johannes Gutenberg-Universität Mainz                           |
| 1965 | Bernard Katz, University College London                      | Gerhard Braunitzer, Max-Planck-Institut für Biochemie München                 |
| 1966 | Roderic Alfred Gregory, University of Liverpool              | Hansjochem Autrum, Ludwig-Maximilians-Universität München                     |
| 1967 | William Albert Hugh Rushton, Cambridge                       | Robert Stämpfli, Universität des Saarlandes                                   |
| 1968 | David C. Phillips, Oxford                                    | Alfred Gierer, Max-Planck-Institut für Virusforschung Tübingen                |
| 1969 | Marthe Louise Vogt, Babraham Institute                       | Eugen Werle, Ludwig-Maximilians-Universität München                           |
| 1970 | Thaddeus Mann, University of Cambridge                       | Horst Tobias Witt, Technische Universität Berlin                              |

### 1971–1980
| Jahr | Britischer Preisträger                                       | Deutscher Preisträger                                                        |
| ---- | ------------------------------------------------------------ | ---------------------------------------------------------------------------- |
| 1971 | –                                                            | Norbert Hilschmann, Max-Planck-Institut für experimentelle Medizin Göttingen |
| 1972 | Henry Harris, Oxford                                         | Herbert Remmer, Eberhard Karls Universität Tübingen                          |
| 1973 | Brigitte A. Askonas, National Institute for Medical Research | Otto Wieland, Klinikum Schwabing                                             |
| 1974 | G. R. Brindley, Medical Research Council                     | Peter Karlson, Philipps-Universität Marburg                                  |
| 1975 | J. B. Gurdon, Medical Research Council                       | Heinz-Günter Wittmann, Max-Planck-Institut für molekulare Genetik Berlin     |
| 1976 | Peter D. Mitchell, Glynn Laboratories Cornwall               | Eberhard Fromter, Max-Planck-Institut für Biophysik Frankfurt                |
| 1977 | Helen Muir, Kennedy Institute of Rheumatology                | Ernst Habermann, Justus-Liebig-Universität Gießen                            |
| 1978 | Leslie Iversen, Medical Research Council                     | Wilhelm Stoffel, Universität zu Köln                                         |
| 1979 | James L. Gowans, Medical Research Council                    | Erwin Neher und Bert Sakmann                                                 |
| 1980 | John Robert Vane, Wellcome Research Laboratories Beckenham   | Hans Thoenen, Max-Planck-Institut für Psychiatrie München                    |

### 1981–1990
| Jahr | Britischer Preisträger                                                    | Deutscher Preisträger                                                     |
| ---- | ------------------------------------------------------------------------- | ------------------------------------------------------------------------- |
| 1981 | John Hughes, Imperial College London und Hans Walter Kosterlitz, Aberdeen | Bernd Lindemann, Universität des Saarlandes                               |
| 1982 | George Radda, Oxford                                                      | Dieter Oesterhelt, Max-Planck-Institut für Biochemie                      |
| 1983 | Sydney Brenner, Medical Research Council                                  | Jürgen Aschoff, Max-Planck-Institut für Verhaltensphysiologie             |
| 1984 | David Weatherall, Medical Research Council                                | Erich Muscholl, Johannes Gutenberg-Universität Mainz                      |
| 1985 | Michael Berridge, Cambridge                                               | Heinz Schaller, Max-Planck-Institut für medizinische Forschung Heidelberg |
| 1986 | John J. Skehel, National Institute for Medical Research                   | Peter Starlinger, Universität zu Köln                                     |
| 1987 | W. F. H. Jarrett, University of Glasgow                                   | Hans-Dieter Klenk, Philipps-Universität Marburg                           |
| 1988 | T. L. Blundell, Birkbeck College London                                   | Heinrich Betz, Max-Planck-Institut für Hirnforschung Frankfurt            |
| 1989 | M. C. Raff, National Institute for Medical Research                       | Konrad Beyreuther, Zentrum für Molekulare Biologie Heidelberg             |
| 1990 | D.R. Trentham, National Institute for Medical Research London             | Herbert Jäckle, Ludwig-Maximilians-Universität München                    |

### 1991–2000
| Jahr | Britischer Preisträger                                                                   | Deutscher Preisträger                                                       |
| ---- | ---------------------------------------------------------------------------------------- | --------------------------------------------------------------------------- |
| 1991 | Paul Nurse, University of Oxford                                                         | Klaus Starke, Albert-Ludwigs-Universität Freiburg                           |
| 1992 | David A. Brown, University College London                                                | Peter Gruss, Max-Planck-Institut für biophysikalische Chemie Göttingen      |
| 1993 | Alan Hall, Institute of Cancer Research London                                           | Peter H. Seeburg, Max-Planck-Institut für medizinische Forschung Heidelberg |
| 1994 | T. Bliss, National Institute for Medical Research London                                 | Thomas Südhof, Max-Planck-Institut für biophysikalische Chemie Göttingen    |
| 1995 | David J. P. Barker, Medical Research Council Environmental Epidemiology Unit Southampton | Werner Franke, Deutsches Krebsforschungszentrum Heidelberg                  |
| 1996 | Alan Fersht, University of Cambridge                                                     | Walter Neupert, Ludwig-Maximilians-Universität München                      |
| 1997 | Richard S. J. Frackowiak, University College London                                      | Arthur Konnerth, Universität des Saarlandes                                 |
| 1998 | Ron A. Laskey, University of Cambridge                                                   | Michael Frotscher, Albert-Ludwigs-Universität Freiburg                      |
| 1999 | Kay Elizabeth Davies, University of Oxford                                               | Günter Schultz, Freie Universität Berlin                                    |
| 2000 | J. C. Smith, National Institute for Medical Research London                              | Thomas Jentsch, Zentrum für Molekulare Neurobiologie Hamburg                |

### 2001–2010
| Jahr | Britischer Preisträger                                             | Deutscher Preisträger                                                        |
| ---- | ------------------------------------------------------------------ | ---------------------------------------------------------------------------- |
| 2001 | John O’Keefe, University College London                            | Wolfgang Baumeister, Max-Planck-Institut für Biochemie München               |
| 2002 | Stephen Franks, Imperial College London                            | Reinhard Lührmann, Max-Planck-Institut für biophysikalische Chemie Göttingen |
| 2003 | Ian M. Kerr, Cancer Research UK                                    | Franz Hofmann, Technische Universität München                                |
| 2004 | David Lodge, Eli Lilly Research Centre Surrey                      | Franz-Ulrich Hartl, Max-Planck-Institut für Biochemie München                |
| 2005 | Geoffrey Smith, Imperial College London                            | Klaus Aktories, Albert-Ludwigs-Universität Freiburg                          |
| 2006 | Richard G. Morris, The University of Edinburgh                     | Felix Wieland, Ruprecht-Karls-Universität Heidelberg                         |
| 2007 | Stephen O’Rahilly, University of Cambridge                         | Ed C. Hurt, Ruprecht-Karls-Universität Heidelberg                            |
| 2008 | Robin Lovell-Badge, National Institute for Medical Research London | Stefan Offermanns, Ruprecht-Karls-Universität Heidelberg                     |
| 2009 | Peter Somogyi, University of Oxford                                | Veit Flockerzi, Universität des Saarlandes                                   |
| 2010 | Frances Ashcroft, University of Oxford                             | Roland Lill, Philipps-Universität Marburg                                    |

### 2011–2020
| Jahr | Britischer Preisträger                                           | Deutscher Preisträger                                                                                                   |
| ---- | ---------------------------------------------------------------- | --- |
| 2011 | Eleanor Maguire, University College London                       | Patrick Cramer, Ludwig-Maximilians-Universität München                                                                  |
| 2012 | Steve Gamblin, National Institute for Medical Research London    | Iain Mattaj, Europäisches Laboratorium für Molekularbiologie Hamburg                                                    |
| 2013 | Graham Collingridge, Bristol                                     | Martin Biel, Ludwig-Maximilians-Universität München                                                                     |
| 2014 | Gitta Stockinger, National Institute for Medical Research London | Nikolaus Pfanner, Albert-Ludwigs-Universität Freiburg                                                                   |
| 2015 | Russell G. Foster, University of Oxford                          | Roger Goody, Max-Planck-Institut für molekulare Physiologie Dortmund                                                    |
| 2016 | Patrick Rorsman, University of Oxford                            | Thomas Langer, Universität zu Köln                                                                                      |
| 2017 | Irene Tracey, University of Oxford                               | Asifa Akhtar, Max-Planck-Institut für Immunbiologie und Epigenetik Freiburg im Breisgau                                 |
| 2018 | Ramanujan S. Hegde, Medical Research Council                     | Rohini Kuner, Ruprecht-Karls-Universität Heidelberg                                                                     |
| 2019 | Anne Ferguson-Smith, University of Cambridge                     | Jörg Vogel, Helmholtz Institute for RNA-based Infection Research und Institute of Molecular Infection Biology, Würzburg |
| 2020 | Michael Häusser, Wolfson Institute for Biomedical Research       | Volker Haucke, Leibniz-Forschungsinstitut für Molekulare Pharmakologie Berlin                                           |

### 2021–2026
| Jahr | Britischer Preisträger                           | Deutscher Preisträger                                                   |
| ---- | ------------------------------------------------ | ----------------------------------------------------------------------- |
| 2021 | Maria Fitzgerald, University College London      | Ralf Adams, Max-Planck-Institut für molekulare Biomedizin               |
| 2022 | Vassilis Pachnis, Francis Crick Institute        | Anne Ephrussi, Europäisches Laboratorium für Molekularbiologie          |
| 2023 | Doreen Cantrell, University of Dundee            | Jan Dorn, Universität Tübingen                                          |
| 2024 | Sarah Teichmann, Wellcome Trust Sanger Institute | Martin Beck, Max-Planck-Institut für Biophysik                          |
| 2025 | Heidi Johansen-Berg, University of Oxford        | Brenda Schulman, Max-Planck-Institut für Biochemie                      |
| 2026 | Dario Alessi, University of Dundee               | Stefanie Dimmeler, Johann Wolfgang Goethe-Universität Frankfurt am Main |